# Bjørn Sortland

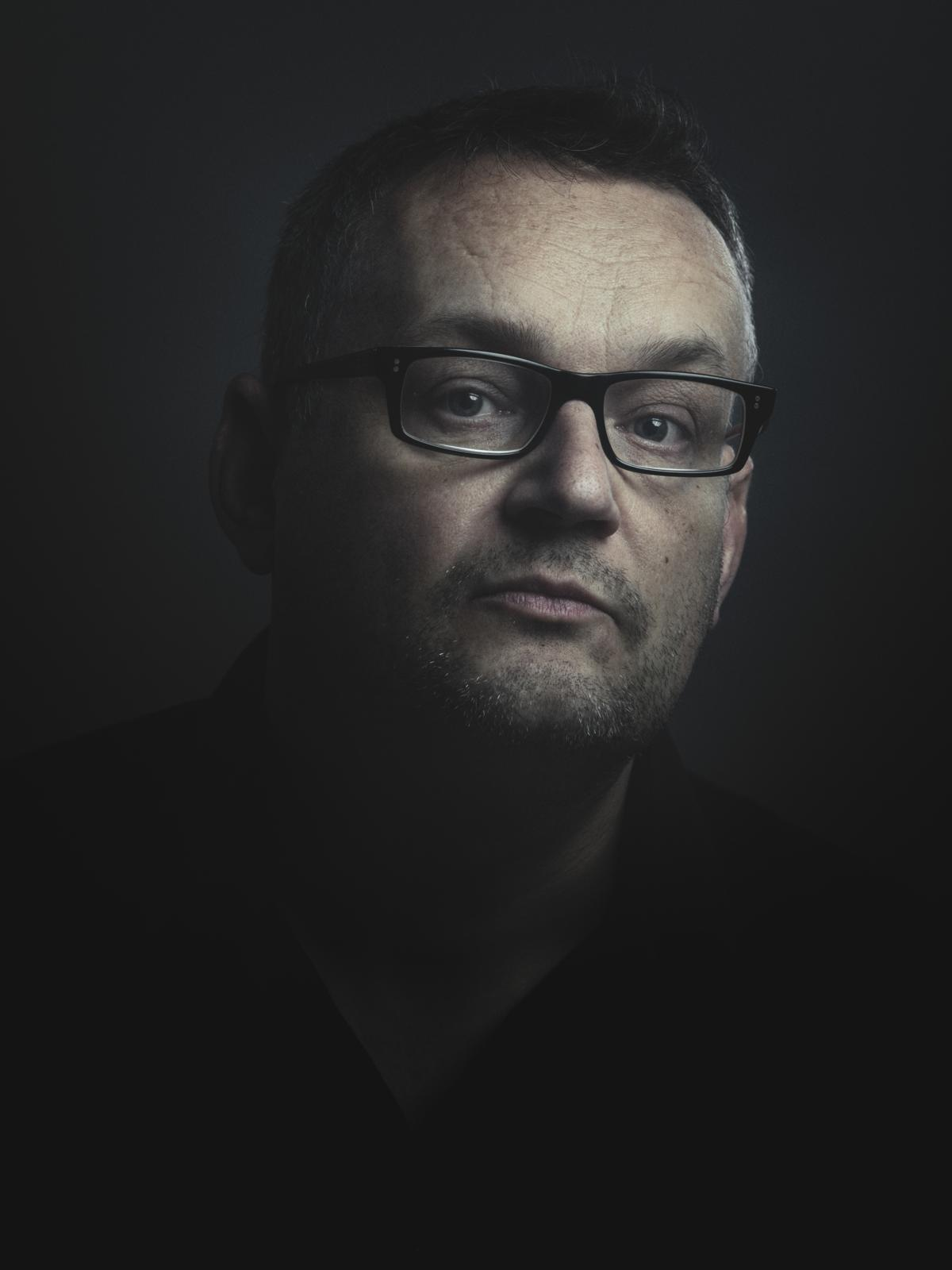
Bjørn Sortland

Bjørn Sortland född 1968 på Svortland i Bømlo kommun i Sunnhordland, är utbildad socionom och har studerat vid Skrivekunstakademiet i Bergen. Sedan 1998 har han arbetat som författare på heltid.
Efter debutboken Det er ikkje natta från 1992 har författaren givit ut åtskilliga barn- och ungdomsböcker, han är översatt till en rad språk och har mottagit flera norska och internationella litteraturpriser. Karakteristiskt för Sortlands böcker är den lätta, humoristiska stilen. Vi möter de underligaste typer, alla skildrade med ett litet stänk av ironi. Bjørn Sortland har under hela sitt författarskap jobbat med konstförmedling på olika sätt. Genom fiktionen förmedlar han kunskap om och glädje över konst - i ungdomsböcker och barnböcker, romaner, bilderböcker och i rena spänningsböcker som Konstdetektiverna.